# Kalatay Ferenc
Ferenc Kalatay, né à Szepesófalu le 1er octobre 1722 et mort à Oradea le 29 juin 1795, est un évêque hongrois d'Oradea Mare (Großwardein Nagyvárad). Il est connu pour avoir fait partie de la suite de l'empereur Joseph II lors de sa première rencontre avec Catherine II en 1780. 

## Biographie

### Enfance et formation
Ferenc Kalatay est né à Ofalu (comté de Spiš) où son père Tamás était directeur du bureau du sel. Il a entamé en 1744 l’étude de la logique au sein de la Société de Jésus à Vienne. Puis il enseigna la grammaire à Rijeka. Il est diplômé à Graz en 1750 au terme d’un séjour de deux ans. Il a ensuite enseigné durant un an à Trenčín, Gyöngyös et Esztergom. De 1754 à 1757, il étudie la philosophie à Kassa. Il est ordonné prêtre le 22 avril 1757 à Levoča. Sa troisième période de probation se déroule à Eger. Il a enseigné à Baia Mare en 1759 et l’année suivante à Trenčín. En 62-63, il était professeur de philosophie à Buda où il prononce sa profession religieuse le 2 février 1762.

### Aumônier militaire de campagne
La compagnie Jésuite étant chargée de la pastorale de l'Armée Autrichienne, Kalatay débuta son rôle d'aumônier au sein du régiment de Léopold Pálffy de 1764 à 1773. Après la dissolution de la société en 1773, il continue cette charge. Puis à Lemberg (Leopol), Il occupe de 1775 à 1787 la fonction de « Feld-Superior » (vicaire général des aumôniers militaires) de la Galicie, Lodomérie et Bucovine, sous la direction de Johann Heinrich von Kerens (de), Vicaire apostolique de l'Armée impériale et royale (de).

### Confesseur de l'empereur Joseph II lors du premier voyage en Russie
Après avoir déclaré être disposé, en réponse à la demande extraordinaire de l'empereur datée du 26 avril 1780 au commandant général Schröder, à l'accompagner et à effectuer le service divin , il prend part à la caravane venant de Vienne qui quitte le 18 mai 1780 Lemberg pour aller à la rencontre de l’impératrice Catherine II. La suite du Comte Falkenstein, nom sous lequel l'empereur voyageait incognito, comptait 27 personnes et 7 voitures. Après être passé par Brody et Kiev, la première rencontre avec l’impératrice a lieu à Mogilev. Kalatay y rencontra les derniers jésuites toujours présents en Russie blanche malgré leurs disparitions du reste du monde. Se séparant de Catherine II, ils visitèrent ensuite Moscou, puis ils se retrouvent à Pétersbourg où a lieu la deuxième entrevue. Ils y sont restés 3 semaines. A Zamość, il confesse une dernière fois l'empereur qui part vers Vienne le 7 août, Kalatay lui revient à Lemberg après avoir reçu 100 ducats. Il a décrit son voyage en Russie dans plusieurs lettres en latin.
Il devint chanoine de Lemberg en 1781 tout en continuant sa charge de Feld-superior. Tous les samedis il visitait, réconfortait et aidait indifféremment tous les groupes ethniques (déistes, tchèques, hussites et juifs), les civils et les militaires, ainsi que les détenus, même ceux qui vivaient dans une misère contagieuse .

### Évêque de Nagyvarad-Oradéa
Le 21 août 1787, en même temps que d'autres confrères roturiers, il est nommé évêque de Nagyvárad. Une de ses premières actions fut une « visite canonique » de son diocèse. Il fut ordonné évêque le 27 avril 1788. Il s'était particulièrement distingué pour sa charité; Durant son épiscopat, à Gyires, Pocsaj, Várad-Olasz, Katona-Város, Csatár, Keserú, Toth-telek, Szöllös, et Püspöki, il a construit ou restauré des écoles, des cures, des églises.  
Pendant la guerre austro-turque, Il a soutenu financièrement l'empereur Joseph II. Il a également fourni une somme de 12000 florins à l'empereur François II pendant la guerre contre les Français. 
En témoignage de son soutien, François II (empereur des Romains) accorde le 23 janvier 1794 deux lettres de noblesse pour lui et tous les descendants des familles Kalataÿ (Kalotay en Hongrie, Callataÿ en Belgique) et Gallovics alias Szilvaÿ. 

### Mort
Il est décédé le 19 juin 1797 à Oradea. Dans son testament, il a créé des fondations pour les veuves et autres pauvres. Il fut le premier évêque du comté d'Oradea (Várad) à reposer dans la nouvelle cathédrale. Le journal hongrois magyar hirmondo du 17 juillet 1797 lui consacre une nécrologie en latin. La première biographie, en hongrois, est due à János Molnár en 1786.

## Écrits
Ferenc Kazinczy reprend les faits suivant dans son panthéon hongrois : « Il est descendu à Várad et est sorti de sa voiture; puis son premier mot était pour le préfet : Habet ne pecuniam in cassa, quia ego vix habeo grossum ». Il s'est assis dans sa voiture avec un prêtre, l'a conduit au secrétaire de l'évêque, s'est adressé à lui et a ordonné à sa femme de préparer le plus de repas possible. Les calvinistes Biro et Biron n'ont jamais su ce que c'était parce que les anciens évêques n'avaient jamais quitté Várad sans cuisiniers et que les graines étaient arrivées chez eux. Quelques jours plus tard, Kalatay a envoyé un cadeau à la chancellerie, en écrivant personnellement sur l'enveloppe.[pas clair]
Lettre du berger: Dilectis dans Christo Filiis, Parochis et Animarum Curatoribus, Salutem à Domino Sempiternam. Magno-Varadini, mars 1795
Sa longue lettre en latin au baron Reviczky du 23 août, sur son voyage en Russie a été publiée la première fois par Alajos Keresztury (Hist. Fund. Episc. Château M.. II. 329. 1.), puis en hongrois par Miklós P. Thewrewk (Dans la collection 1823. X. 27-36. 1.), et en allemand par Rieler Oesterr aux Archives (Vienne, 1831) et au Blätter für Geist, Gemüth und Vaterlandsliebeb, Braşov (no 20, 1841). Une autre lettre a été retrouvée dans les archives de Viktor Hild (hu) au musée János Damjanich à Szolnok, Hongrie. Il écrivit également deux lettres plus succinctes à son supérieur l'évêque Heinrich  von Kerens datées des 12 juillet et 17 août 1780.

## Postérité
La figure de l'évêque Kalatay est toujours vivante dans l'imaginaire hongrois, régulièrement des articles s’intéressent à son parcours en relevant, parfois, des anecdotes romancées .
Par exemple son arrivée tardive à Mogivev, évoquée dans ses lettres et rapportée par la gazette de Florence, peu après celle de l'empereur  est transformée en une arrivée à cheval, au beau milieu d'une cérémonie militaire, solidement attaché pour le soutenir d'une fracture d'une côte.
Certains imaginent également que c'est Catherine II qui a favorisé son élection au poste d'évêque. Son auteur, un certain Tabéry, mélange les deux voyages de l'empereur en Russie en 1780 et 1787 car les premières mentions de son élection épiscopale suivent directement la fin du second voyage de 1787.